# ソグド石
ソグド石は鉱物（ケイ酸塩鉱物）の一種。化学組成はZr2KLi3Si12O30で結晶系は六方晶系。ソグディアナイト（英語: sogdianite、ドイツ語: Sogdianit）とも呼ばれる。

## 主産国
タジキスタン、アメリカ

## サイドストーリー
1968年、タジキスタン・アライ山脈で発見された比較的新しい稀産鉱物。鉱物名は、中東アジアの古代地方ソグディアナから名付けられた。3月22日の誕生日石。